# Rue Sainte-Catherine (Bordeaux)

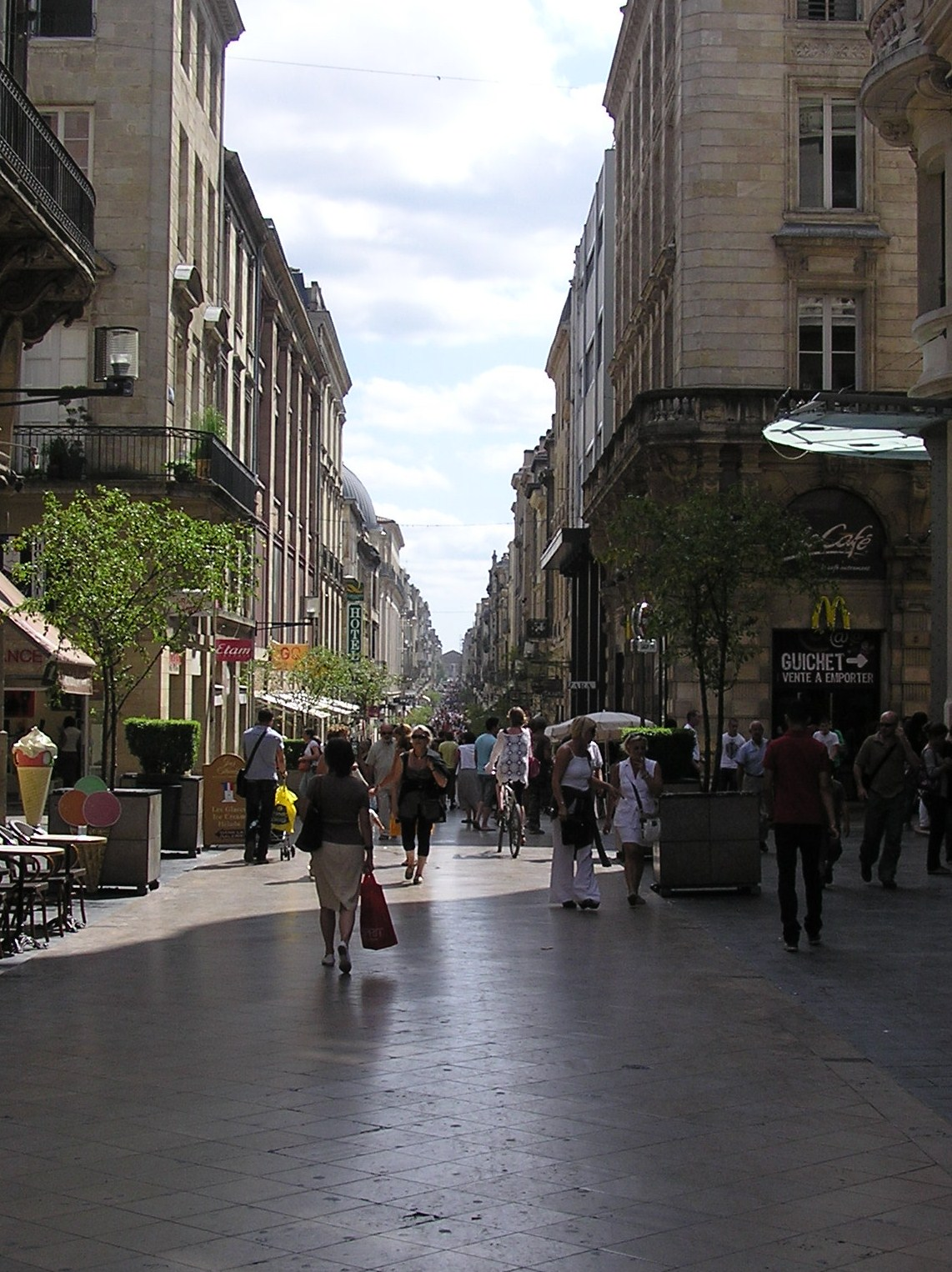
Rue Sainte-Catherine, Bordeaux

Die Rue Sainte-Catherine ist die als Fußgängerzone ausgestaltete Haupteinkaufsstraße im Zentrum von Bordeaux.
Diese 1250 m lange Nord-Süd-Achse durchschneidet das historische Zentrum der Stadt und verbindet den Theaterplatz (Place de la Comédie), benannt nach dem Grand Théâtre mit der Place de la Victoire. Die Straße zählt mehr als 50 Einzelhandelsbetriebe, darunter das Warenhaus Galeries Lafayette und das Medienkaufhaus Fnac. Die Umwandlung zur Fußgängerzone begann 1976 und wurde 1984 abgeschlossen. In den Jahren 2000 bis 2003 wurde sie durch Jean-Michel Wilmotte umgestaltet.
In der Nähe des Grand Théâtre zweigt die Galerie Bordelaise ab, eine überdachte Einkaufspassage von 1833. Die namensgebende Katharinenkapelle stammte aus dem Jahr 1048, ihre letzten Überreste wurden 1835 beseitigt.

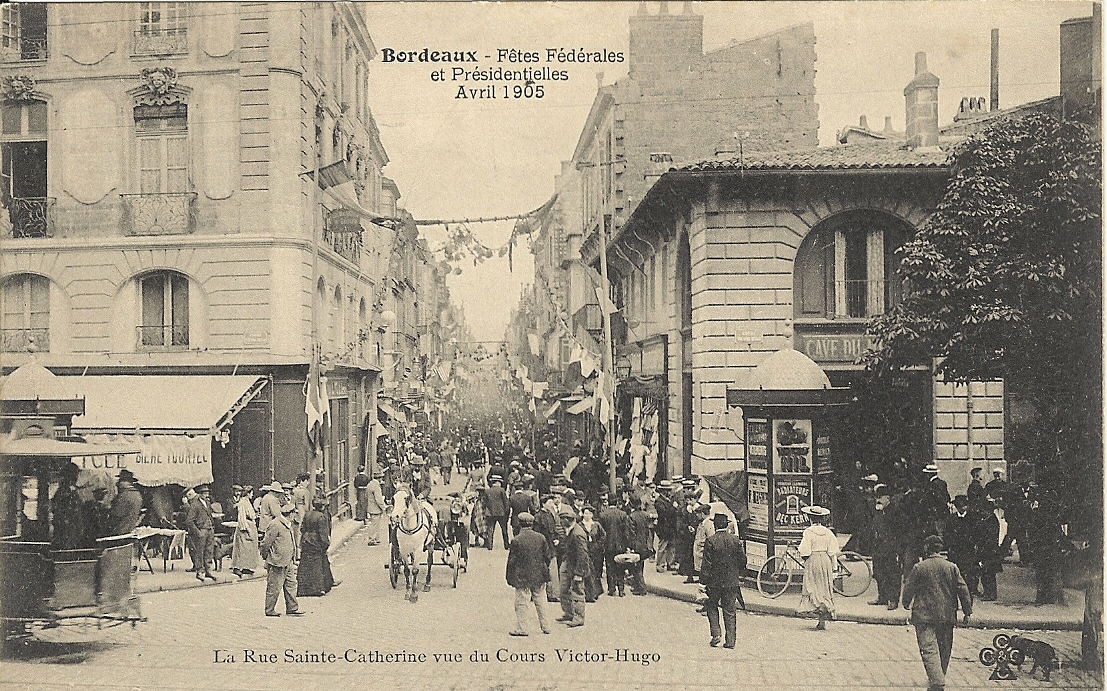
Die Rue Sainte-Catherine 1905